# 29125 Kyivphysfak
29125 Kyivphysfak este un asteroid din centura principală de asteroizi.

## Descriere
29125 Kyivphysfak este un asteroid din centura principală de asteroizi. A fost descoperit pe 17 decembrie 1984 la Observatorul de Astrofizică din Crimeea de Liudmila Karacikina. Asteroidul prezintă o orbită caracterizată de o semiaxă mare de 2,27 ua, o excentricitate de 0,14 și o înclinație de 6,2° în raport cu ecliptica.